# Залив Сойер
Залив Сойер (англ. Sawyer Bay) — арктический залив, расположенный в административном регионе Кикиктани, Нунавут, Канада.
Залив находится в бассейне Кейна пролива Нэрса и вдаётся в территорию острова Элсмир. Является центральным западным рукавом залива Принцессы Марии. Входные мысы: Стевенс (с севера) и Бейкер (с юга). Берега высокие (до 3380 м), крутые. В кутовой части залив покрыт ледником.

## Обнаружение
Залив Сойер был обнаружен американским исследователем и путешественником Робертом Пири в 1905—1906 годах.